# Каштру-Марин
Каштру-Марин (порт. Castro Marim; МФА: [ˈkaʃ.tɾu mɐ.ˈɾĩ]) — муніципалітет і містечко в Португалії, в окрузі Фару. Розташований у південній частині країни, на березі Атлантичного океану, на теренах історичної португальської провінції Алгарве. Належить до Фаруської діоцезії Католицької церкви в Португалії. Права міського самоврядування має з 1277 року. Поділяється на 4 парафії. За адміністративним поділом, чинним до 1976 року, був складовою провінції Алгарве. Площа муніципалітету — 300,84 км², населення муніципалітету — 6747 ос. (2011); густота населення — 22,43 осіб/км²
. Патрон — Діва Марія. Святковий день муніципалітету — 24 червня. Поштовий індекс — 8950.  Код місцевої адміністративної одиниці — 0804. Складова статистичного регіону Алгарве.

## Географія
Каштру-Марин розташований на півдні Португалії, на сході округу Фару, на португальсько-іспанському кордоні.
Каштру-Марин межує на півночі з муніципалітетом Алкотін, на сході — з Іспанією, на півдні — з муніципалітетом Віла-Реал-де-Санту-Антоніу, на заході — з муніципалітетом Тавіра. На півдні омивається водами Атлантичного океану.
За колишнім адміністративним поділом селище належало до провінції Алгарве — сьогодні це однойменний регіон і субрегіон.

## Історія
Каштру-Марин був заснований тамплієрами.
1277 року португальський король Афонсу III надав Каштру-Марину форал, яким визнав за поселенням статус містечка та муніципальні самоврядні права.
Каштру-Марин розвивався в комерційному відношенні завдяки своєму прикордонному розташуванню. Між 1319 і 1356 роками тут базувався Орден Христа.

## Населення
| Кількість мешканців | Кількість мешканців | Кількість мешканців | Кількість мешканців | Кількість мешканців | Кількість мешканців | Кількість мешканців | Кількість мешканців | Кількість мешканців | Кількість мешканців | Кількість мешканців | Кількість мешканців | Кількість мешканців | Кількість мешканців | Кількість мешканців |
| ------------------- | ------------------- | ------------------- | ------------------- | ------------------- | ------------------- | ------------------- | ------------------- | ------------------- | ------------------- | ------------------- | ------------------- | ------------------- | ------------------- | ------------------- |
| 1864                | 1878                | 1890                | 1900                | 1911                | 1920                | 1930                | 1940                | 1950                | 1960                | 1970                | 1981                | 1991                | 2001                | 2011                |
| 7 046               | 7 792               | 8 370               | 8 308               | 8 908               | 8 290               | 9 402               | 9 717               | 9 810               | 9 992               | 7 462               | 7 297               | 6 803               | 6 593               | 6 747               |

## Парафії
1. Азіньял (порт. Azinhal)
2. Алтура (порт. Altura)
3. Каштру-Марин (порт. Castro Marim)
4. Оделейте (порт. Odeleite)

## Економіка, побут, транспорт
Економіка району головним чином представлена рибальством, сільським господарством та туризмом. Має три пляжі на узбережжі Атлантичного океану: порт. Praia Verde, Praia do Cabeço, Praia de Alagoa.
Селище як і муніципалітет в цілому має добре розвинуту транспортну мережу: з'єднане з Фару  швидкісною автомагістраллю А-22 (відоміша як «Via do Infante»), з Лісабоном — А-2, з провінцією Алентежу — національною автомобільною дорогою IC-27 (N-122), з Іспанією — міжнародним мостом через річку Гуадіану.

## Туризм
Серед архітектурних пам'яток особливий інтерес викликають дві фортеці (порт. Castelo de Castro Marim, Forte de São Sebastião), декілька церков та каплиць як у самому селищі так і на території муніципалітету (порт. Igreja de Santo António, Igreja de São Sebastião, Igreja de Nossa Senhora dos Mártires), міжнародний міст через річку Гуадіану.
Поблизу селища знаходиться природний заповідник: порт. Reserva Natural do Sapal de Castro Marim — відомий своїми вдало розташованими майданчиками для спостереження за рідкісними птахами; а також два водосховища: порт. Barragem de Odeleite, Barragem do Beliche.

## Галерея

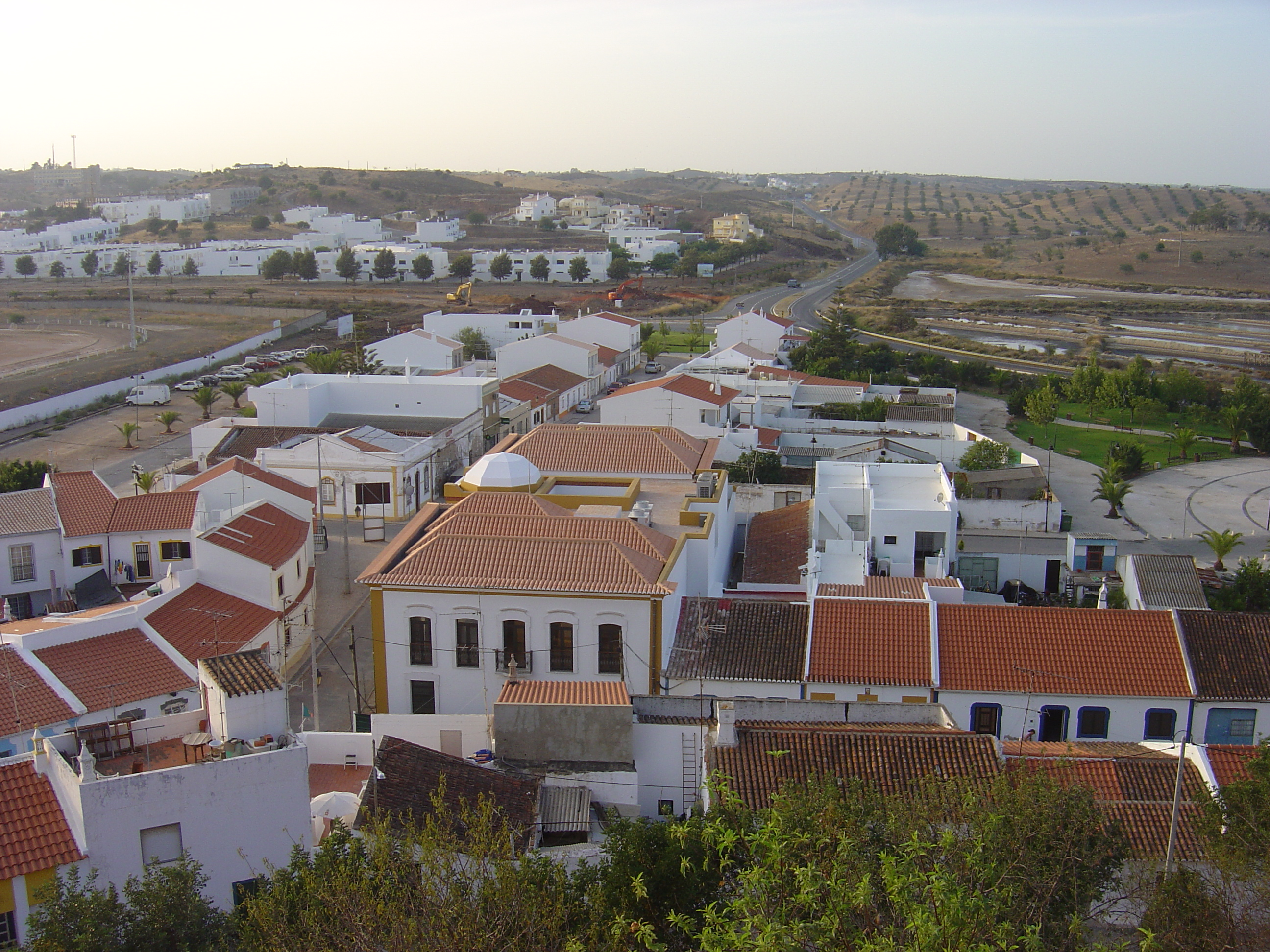
Вигляд з фортеці
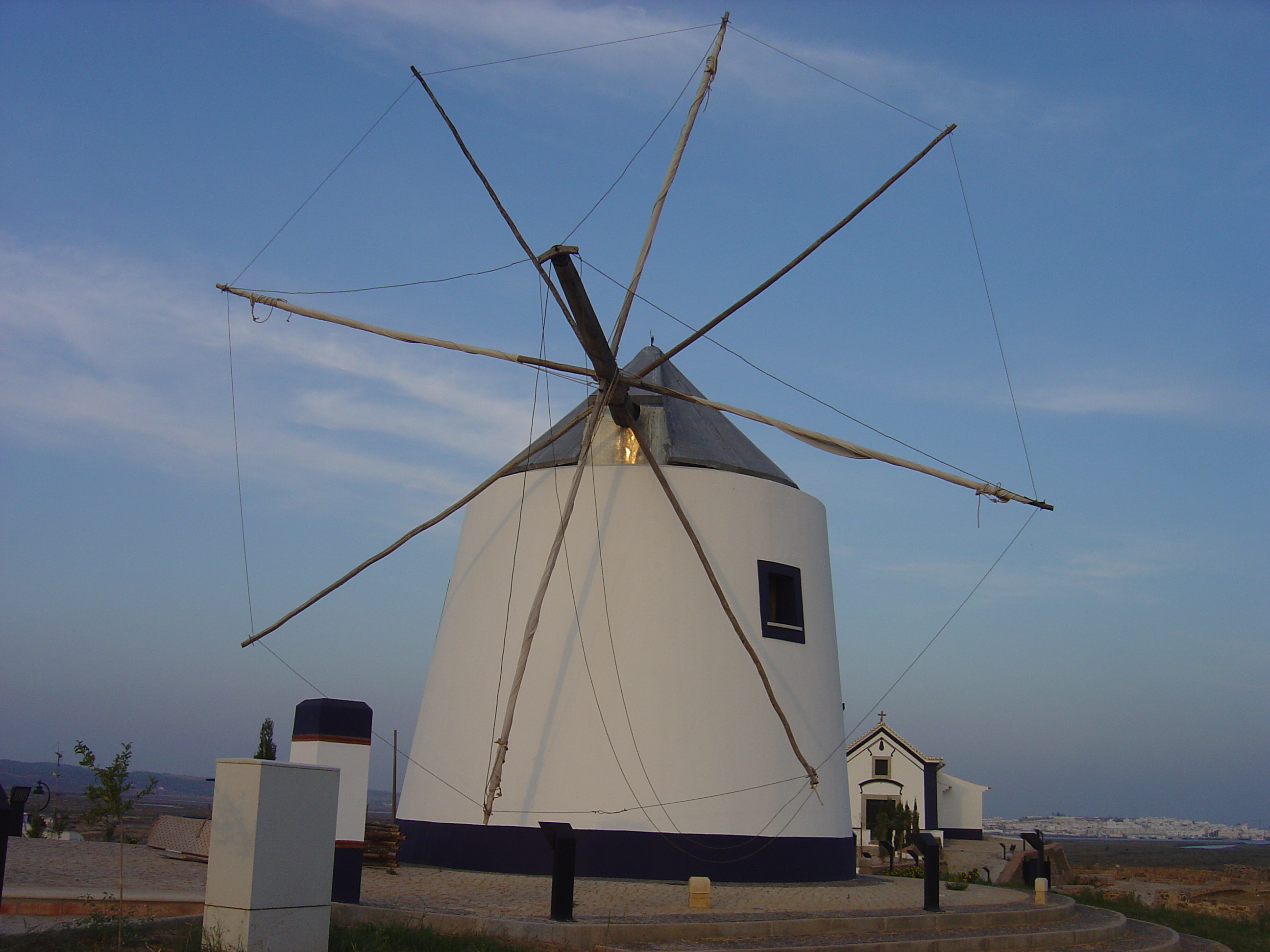
Млин
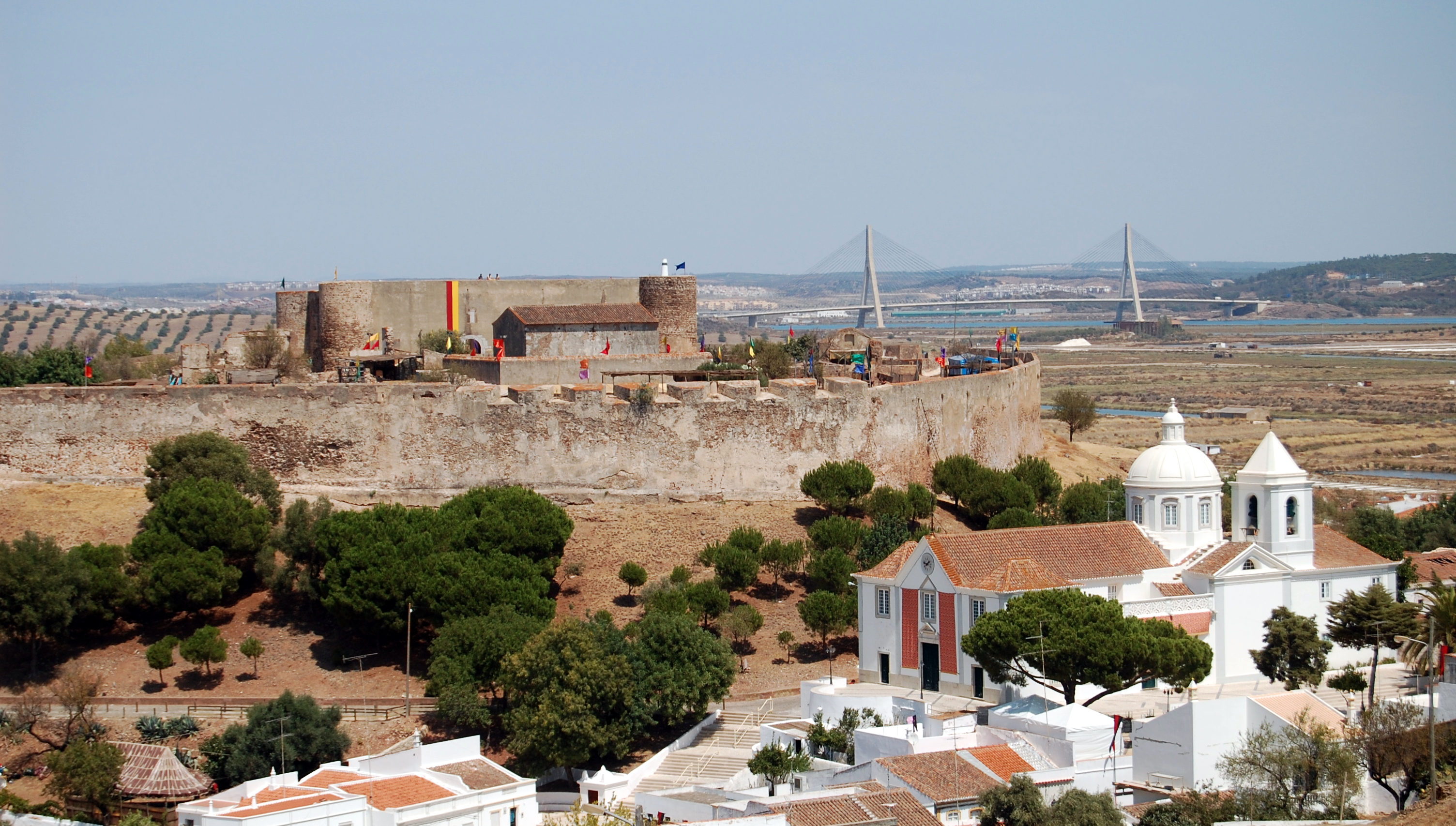
Вигляд на міжнародний міст через річку Гуадіану
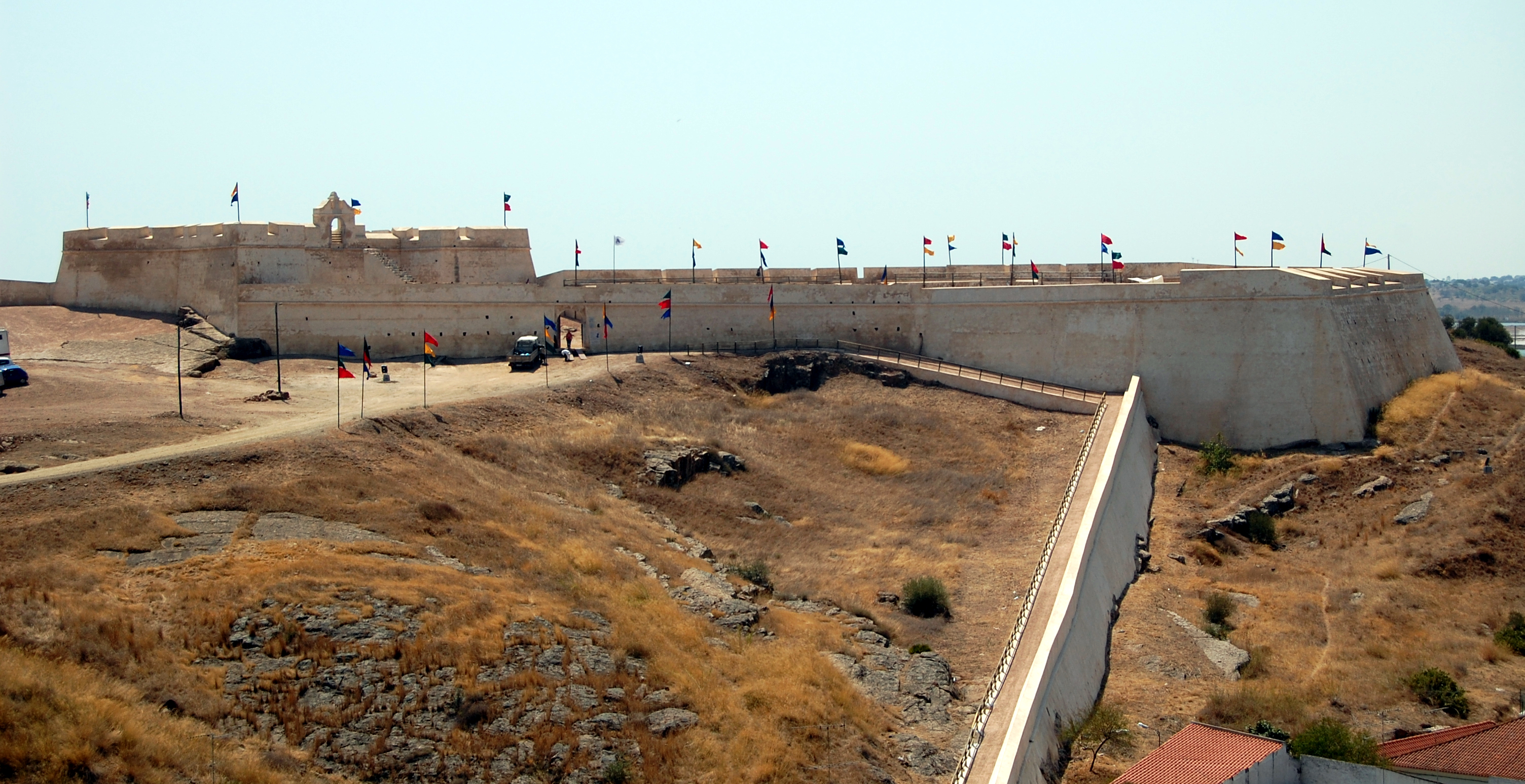
Фортеця Св. Севастіана